# 마틴 쉐이카
마틴 샤카(Martin Shakar, 1940년 1월 1일 ~ )는 미국의 배우이다.
디트로이트에서 태어났다.

## 출연 작품
- Love on the Run (2016)
- 마지막여행 (2009년)
- 업타운 걸스 (2003년)
- 루비보다 값진 것 (1998년)
- 헬스 키친 (1998년)
- 사인 오프 라이프 (1989년)
- 매트 헌터 (1985년)
- 알렉스 실종 사건 (1983년)
- 토요일 밤의 열기 (1977년) - 프랭크 마네로 주니어 역
- 악령의 피 (1976년)

### 텔레비전
- 로앤오더: 범죄 전담반 (1990-2008)